# Will Cherry
Will Cherry (Oakland, California, 8 de febrero de 1991) es un jugador de baloncesto estadounidense que pertenece a la plantilla de Cocodrilos de Caracas de la Superliga Profesional de Baloncesto. Con 1,85 metros de estatura, juega en la posición de base.

## Trayectoria deportiva

### Instituto
Cherry asistió al instituto McClymonds High School en Oakland, California. Como sénior promedió 12 puntos, 8 rebotes, 5 asistencias y lideró la liga con 4 robos por partido. Acabaron invictos con un récord de 33-0 y Cherry fue nombrado MVP de la liga y del equipo.

### Universidad
Charry jugó cuatro temporadas para los Grizzlies de la Universidad de Montana, donde disputó 116 partidos en su carrera (104 como titular) promediando 12,8 puntos con 43,0% de acierto en tiros de campo, 3,6 rebotes, 3,4 asistencias y 2,3 robos en 30,7 minutos por partido. Fue nombrado en el mejor quinteto de la Big Sky Conference en tres ocasiones, jugador defensivo del año de la Big Sky Conference en 2011-12 y 2012-13 y terminó como séptimo en la lista de anotadores de todos los tiempos de la universidad con 1,484 puntos. En su última campaña como "senior", promedió 12,0 puntos, 8,0 rebotes, 5,0 asistencias y lideró la liga con 4,0 robos por partido en la racha invicta de 33-0, pasando a ser nombrado MVP de la liga.

### Profesional

#### Temporada 2013-14
Después de no ser elegido en el Draft de la NBA de 2013, Cherry se unió a los New Orleans Pelicans para disputar la NBA Summer League de 2013. El 13 de febrero de 2014, fue adquirido por los Canton Charge de la D-League.

#### Temporada 2014-15
En julio de 2014, Cherry se unió a los Cleveland Cavaliers para disputar la NBA Summer League 2014. El 3 de agosto de 2014, firmó un contrato con los Toronto Raptors. Sin embargo, fue despedido por los Raptors el 25 de octubre de 2014.
El 2 de noviembre de 2014, fue re-adquirido por los Canton Charge de la NBA D-League. Más tarde ese mismo día, firmó un contrato para jugar con los Cleveland Cavaliers. Sin embargo, Cherry fue despedido por los Cavaliers el último día del mes de noviembre después de haber participado en ocho partidos.
El 7 de diciembre de 2014 fichó por el Žalgiris Kaunas de la liga lituana para el resto de la temporada.
El 1 de noviembre de 2021, firma los Skyliners Frankfurt de la Basketball Bundesliga.
El 29 de diciembre de 2022, firma por el Riesen Ludwigsburg de la Basketball Bundesliga.

#### Temporada 2015-16
En julio de 2015 jugó con los San Antonio Spurs la NBA Summer League. Jugó la temporada 2015-2016 en las filas del ALBA Berlin alemán.

## Personal
El 27 de abril de 2013, Cherry fue arrestado por mala conducta y resistencia al arresto después de estar involucrado en una pelea frente al Bar de Stockman en Missoula, Montana.